# 第二波茲南卡
47°54′41″N 29°56′51″E / 47.91139°N 29.94750°E
第二波茲南卡（烏克蘭語：Познанка Друга）是位於烏克蘭西南部的村莊，由敖德萨州波季利斯克区的澤萊諾希爾斯凱市鎮負責管轄。該村始建於1874年，面積2.22平方公里，海拔高度107米，2001年人口414。